# Marcel Dussault
Marcel Dussault   (La Châtre, 14 de maig de 1926 - La Châtre, 19 de setembre de 2014) va ser un ciclista francès, que fou professional entre 1948 i 1959. Durant aquests anys aconseguí una vintena de victòries, en què destaquen tres etapes del Tour de França.

## Palmarès
- 1948
  - 1r de la París-Bourges
  - 1r del Gran Premi dels Industrials del ciclisme de la Plaine de Forez a Boën-sur Lignon
- 1949
  - 1r de la París-Bourges
  - 1r del Gran Premi de l'Equipe (contrarellotge per equips)
  - 1r del Circuit dels 2 Ponts a Montluçon
  - 1r del Circuit de Boussaquin
  - 1r del Gran Premi de Nantes
  - 1r del Premi de Gozet
  - Vencedor d'una etapa al Tour de França
  - Vencedor de 2 etapes del Tour de l'Oest
- 1950
  - 1r del Gran Premi d'Aubusson
  - 1r del Gran Premi de Libre Poitou
  - Vencedor d'una etapa al Tour de França
- 1951
  - 1r del Circuit Boussaquin
- 1953
  - 1r del Premi d'Auzances
  - Vencedor d'una etapa del Tour del Sud-est
- 1954
  - 1r del Premi Camille Danguillaume a Montlhéry
  - Vencedor d'una etapa al Tour de França
- 1955
  - 1r del del Critèrium de Rabastens
- 1958
  - Vencedor d'una etapa del Tour de l'Oise

### Resultats al Tour de França
- 1949. Abandona (a etapa). Vencedor d'una erapa i portador del mallot groc durant 1 etapa
- 1950. 31è de la classificació general i vencedor d'una etapa
- 1952. Abandona (a etapa)
- 1954. 62è de la classificació general i vencedor d'una etapa